# ويليام افرايم سميث
ويليام افرايم سميث (بالإنجليزية: William Ephraim Smith)‏ هو محامي وسياسي أمريكي، ولد في 14 مارس 1829 في الولايات المتحدة، وتوفي في نفس البلد 11 مارس 1890. حزبياً، نشط في الحزب الديمقراطي. وقد انتخب عضو مجلس النواب الأمريكي.